# Elche-Matola
 Elche-Matola – projektowana, mająca w przyszłości służyć stacja dla linii wysokich prędkości AVE w Hiszpanii, która obługiwać będzie linię Madryt-Levante oraz linię w obrębie tzw. korytarza wzdłuż Morza Śródziemnego. Stacja znajdować się będzie 4 km od centrum Elche. Jej uruchomienie planuje się na 2014 r. Na wniosek Ministerstwa Rozwoju prowadzone są także badania nad przyłączeniem stacji do konwencjonalnej linii kolejowej Murcja – Alicante. Przyszły dworzec kolejowy ma być 2-piętrowy i zajmować powierzchnię 5500m² ponadto przewiduje się parking dla 550 pojazdów (500 samochodów osobowych i 50 motocykli).